# 皮汝謙
皮汝謙（1528年—？），字子揚，雲南蒙化衛軍籍直隸廬州府英山縣人，明朝政治人物。

## 生平
嘉靖三十七年（1558年）戊午科雲南鄉試第三十三名舉人。嘉靖四十一年（1562年）中式壬戌科會試第二百五十二名，三甲第八十四名進士。官至袁州府通判。

## 家族
曾祖皮守忠；祖父皮成；父皮清。前母陳氏；母周氏。慈侍下。